# 清水智信
清水 智信（しみず とものぶ、1981年（昭和56年）6月28日 - ）は、日本の元プロボクサー、政治家。東京・大崎の学習塾「ブルカン塾」講師、福井県議会副議長、福井県議会議員（3期）。福井県福井市出身。
元WBA世界スーパーフライ級王者。第51代日本フライ級王者。金子ボクシングジム所属。北陸高校、東京農業大学卒業。メディア対応などについてはエーケー・グローバル・エージェントとマネジメント契約を結んでいる。入場曲は「ロッキーのテーマ」。

## 来歴

### ボクシング

#### アマチュア時代
ボクシングの名門・東京農大ボクシング部で主将を務めた。同部は 五十嵐俊幸（WBC世界フライ級王者、アテネ五輪日本代表）、井岡一翔 （日本人男子初の4階級制覇）を輩出している。
国体・全日本選手権で準優勝の成績を残し、アテネオリンピック強化指定選手にも選ばれた。

#### プロ時代
卒業後はプロ転向。東京農大と同じ世田谷にある金子ジムにてプロとなった。
なお、現実の就職は秋葉原のラーメン名店である九州じゃんがら（株式会社タス21）であり、現在も勤務している。（後述）
2004年（平成16年）3月12日、後楽園ホールで溝神実雄を相手にB級でプロデビュー。2回TKO勝ちを収めた。
2004年（平成16年）7月23日、後楽園ホールにてタイライトフライ級1位カエンナコーン・クロンパチョンとの試合。生涯初のダウンを喫し初回TKO負け。
2005年（平成17年）10月19日、その後4連勝で10連勝中の久高寛之との試合で8回3-0判定で勝利した。
2007年（平成19年）1月21日、後楽園ホールで前WBCユース王者のファーペッチノーイ・クラティンデーンジム（タイ）に10回判定勝ちし、世界ランク入り。
2007年（平成19年）4月6日、タイに乗り込みWBC世界フライ級王者ポンサクレック・ウォンジョンカムに挑戦。鼻梁に3針の裂傷を負い、7回終了時に棄権しTKO負けの完敗。王座獲得に失敗した。
2007年（平成19年）11月4日には、福井県敦賀市きらめきみなと館でポンサクレックから世界王座を奪った内藤大助と2ラウンドエキシビションを行った。
2008年（平成20年）4月14日、2連勝後後楽園ホールで行われた日本フライ級タイトルマッチで王者吉田健司に10回判定勝ちし、同王座を獲得した。その後、ふくいブランド大使に任命された。
2008年（平成20年）7月30日、国立代々木第一体育館にて行われたWBC世界フライ級タイトルマッチで内藤大助に挑戦。変則スタイルの王者に対し基本通りのボクシングに徹し、8回終了時のポイントでは優勢であったが、10回にダウンを奪われ逆転のKO負け。
2008年（平成20年）12月23日、大学の後輩で日本フライ級暫定王者五十嵐俊幸との王座統一戦を両国国技館にて行う。同日にOPBF東洋太平洋フライ級タイトルマッチ（大久保雅史 vs. ジョジョ・バルドン）とWBCフライ級タイトルマッチ（内藤大助 vs. 山口真吾）の試合も行われ3大フライ級タイトルマッチと銘打たれた興行で10回3-0判定勝ちで王座統一とともに初防衛に成功した。
2009年（平成21年）4月19日、日本フライ級6位池原繁尊を迎えての2度目の防衛戦では、初回に偶然のバッティングで左目上をカットし、2回にドクターチェックを受けて、この回57秒に試合は止められ、負傷引き分けで王座を守った。
2009年（平成21年）6月21日、結婚披露宴を行った。
2010年（平成22年）2月8日、WBC世界フライ級6位の日本王者としてWBA世界フライ級12位・WBC世界フライ級13位の小林タカヤスと対戦。2Rにダウンを奪い、4Rには小林がバッティングで減点を受け、7回0分59秒TKO勝利を収めて3度目の防衛に成功した。試合後にはWBA・WBCの2団体で世界同級王座を独占する亀田興毅・大毅兄弟への挑戦意欲をアピールした。
2010年（平成22年）8月9日、半年間の集中ウェイトトレーニングでインファイトを強化して日本フライ級7位のキューピー金沢と対戦し、タオル投入による6R0分36秒TKO勝利で4度目の防衛に成功した。
2010年（平成22年）11月8日、「照準を世界に絞り込む」という本人の意向により、約2年7ヶ月間保持(4度防衛)してきた日本王座を返上した。
2011年（平成23年）8月31日、本来の階級、フライ級から一階級あげWBA世界スーパーフライ級王者ウーゴ・カサレスに挑戦、2-1のスプリットデシジョンで王座獲得に成功。
2011年（平成23年）11月、WBAは上述のカサレス戦で右眼眼窩骨折をした清水を休養王座に、暫定王者のテーパリット・ゴーキャットジムを正規王座に認定した。休養王座認定に対し清水は「チャンピオンとして軽んじられたと感じた。」と不満を訴え、金子ジムもJBCの林有厚コミッショナー宛に公開質問状を提出し、「休養王者」の定義など、WBA規定上の根拠条文の提示を求めた。
2012年（平成24年）4月4日、横浜アリーナで正規王者テーパリット・ゴーキャットジムと王座統一戦を行い、9回2分15秒TKO負けを喫し王座統一に失敗、王座から陥落した。
2012年（平成24年）9月10日、都内ジムにて現役引退を表明した。
2012年（平成24年）10月12日、ジムメイトの大竹秀典を相手に引退スパー。

### 引退後
2015年(平成27年) 4月、第18回統一地方選挙福井県議会議員選挙（福井市選挙区）に無所属で出馬し当選。

### 青春講座講師
清水が大学を出て就職した九州じゃんがららぁめんは、学習塾「ブルカン塾」を母体としている。ブルカン塾自体が、大学を出てヤクルト営業マンとなった下川高士が、同社女性販売員の子弟に対しボランティアで勉強と人としての礼儀を教えたのがそもそもの発祥である。ブルカン塾が独立して正式発足した後に、同塾卒業生の働き場として作られたのが九州じゃんがららぁめんであった（ラーメン店で下川が塾長と呼ばれているのはこのため）。下川は、プロボクシングで活躍する清水を見逃さず、塾で「生き方」を子供たちに教えるよう依頼し、清水も快諾したのである。同塾の特別講座「青春講座」の講師を務める。

### ラーメン店員
九州じゃんがららぁめんは、清水の世界王座獲得に合わせて、「チャンピオンラーメン」という新メニューを投入した。

## 戦績
- アマチュアボクシング：78戦68勝 (25KO・RSC) 10敗
- プロボクシング：24戦19勝 (9KO) 4敗1分

| 戦           | 日付           | 勝敗 | 時間     | 内容        | 対戦相手                                 | 国籍     | 備考                                           |
| ------------ | -------------- | ---- | -------- | ----------- | ---------------------------------------- | -------- | ---------------------------------------------- |
| 1            | 2004年3月12日  | 勝利 | 2R 1:41  | TKO         | 溝神実雄 （五代）                        | 日本     | プロデビュー戦                                 |
| 2            | 2004年7月23日  | 敗北 | 1R 2:05  | TKO         | カエナーコン・クロンパチョン             | タイ     |                                                |
| 3            | 2004年12月1日  | 勝利 | 6R       | 判定3-0     | 中釜兵武 （白井・具志堅）                | 日本     |                                                |
| 4            | 2005年3月17日  | 勝利 | 6R       | 判定3-0     | 藤崎浩己 （鹿児島シティ）                | 日本     |                                                |
| 5            | 2005年6月15日  | 勝利 | 8R       | 判定3-0     | 河上哲也 （駿河）                        | 日本     |                                                |
| 6            | 2005年8月29日  | 勝利 | 6R 2:57  | TKO         | 増田稔 （平石）                          | 日本     |                                                |
| 7            | 2005年10月19日 | 勝利 | 8R       | 判定3-0     | 久高寛之 （グリーンツダ）                | 日本     |                                                |
| 8            | 2006年3月15日  | 勝利 | 8R       | 判定3-0     | 吉田健司 （笹崎）                        | 日本     |                                                |
| 9            | 2006年6月19日  | 勝利 | 7R 0:30  | TKO         | プロプラーム・ポープリチャー             | タイ     |                                                |
| 10           | 2006年9月12日  | 勝利 | 4R 0:51  | TKO         | ピナイ・ウォースラポン                   | タイ     |                                                |
| 11           | 2007年1月21日  | 勝利 | 10R      | 判定3-0     | ファーペッチノーイ・クラティンデーンジム | タイ     |                                                |
| 12           | 2007年4月6日   | 敗北 | 7R終了   | TKO         | ポンサクレック・ウォンジョンカム         | タイ     | WBC世界フライ級タイトルマッチ                  |
| 13           | 2007年7月22日  | 勝利 | 5R 2:07  | 負傷判定3-0 | 松下泰士 （ヨシヤマ）                    | 日本     |                                                |
| 14           | 2007年12月4日  | 勝利 | 5R 2:40  | TKO         | サクニポン・シンマナサク                 | タイ     |                                                |
| 15           | 2008年4月14日  | 勝利 | 10R      | 判定3-0     | 吉田健司 （笹崎）                        | 日本     | 日本フライ級タイトルマッチ                     |
| 16           | 2008年7月30日  | 敗北 | 10R 0:57 | KO          | 内藤大助 （宮田）                        | 日本     | WBC世界フライ級タイトルマッチ                  |
| 17           | 2008年12月23日 | 勝利 | 10R      | 判定3-0     | 五十嵐俊幸 （帝拳）                      | 日本     | 日本フライ級王座統一戦／日本王座防衛1          |
| 18           | 2009年4月19日  | 引分 | 2R 0:57  | 負傷        | 池原繁尊 （横浜光）                      | 日本     | 日本王座防衛2                                  |
| 19           | 2009年9月10日  | 勝利 | 5R 2:19  | TKO         | ウィサン・ソースチョンヤ                 | タイ     |                                                |
| 20           | 2010年2月8日   | 勝利 | 7R 0:59  | TKO         | 小林タカヤス （川島）                    | 日本     | 日本王座防衛3                                  |
| 21           | 2010年8月19日  | 勝利 | 6R 0:36  | TKO         | キューピー金沢 （青木）                  | 日本     | 日本王座防衛4                                  |
| 22           | 2011年4月2日   | 勝利 | 4R 0:26  | TKO         | ペッチック・シットコーポーカンピン       | タイ     |                                                |
| 23           | 2011年8月31日  | 勝利 | 12R      | 判定2-1     | ウーゴ・カサレス                         | メキシコ | WBA世界スーパーフライ級タイトルマッチ          |
| 24           | 2012年4月4日   | 敗北 | 9R 2:15  | TKO         | テーパリット・ゴーキャットジム           | タイ     | WBA世界スーパーフライ級王座統一戦／WBA王座陥落 |
| テンプレート |                |      |          |             |                                          |          |                                                |

## 獲得タイトル
- 第51代日本フライ級王座(防衛4=返上)
- WBA世界スーパーフライ級王座(防衛0=陥落)

## 人物
- プロ入り後も、イケメンボクサーを集めた興行「DAVID（ダビデ）」で行われた人気投票では1位を獲得[20]。
- MEN'Sテイオーとプライベートで親睦がある。